# Parque Militar (Newark)
El Parque Militar (en inglés, Military Park) es un parque de 24 281 m² en Downtown Newark, en el estado de Nueva Jersey (Estados Unidos). Junto con Lincoln Park y Washington Park, forma los tres parques del centro de Newark que se diseñaron en la era colonial. Su forma es casi triangular y está ubicado entre Park Place, Rector Street y Broad Street.
En sus alrededores están la Sociedad Histórica de Nueva Jersey, el Military Park Building, el Centro de Artes Escénicas de Nueva Jersey, el Centro Robert Treat y los edificios One Theatre Square y 50 Rector St. En febrero de 2012 se anunció una renovación de 3,25 millones de dólares dirigida por Dan Biederman. Se esperaba que la reconstrucción se completara a finales de 2013, pero debido al mal tiempo se pospuso hasta la primavera de 2014. Un restaurante informal, Burg, tiene un local en el parque. El parque reabrió en junio de 2014.

## Historia
El parque fue diseñado originalmente por Robert Treat en la fundación de Newark como un campo de entrenamiento para soldados. Vio un uso militar periódico a lo largo de su historia; sirvió como campo de entrenamiento durante la Guerra Francesa e India, un campamento para el ejército estadounidense en la Guerra de Independencia y la Guerra de 1812. Al final de la Guerra de Independencia fue designado como parque público.
Hubo un período de tiempo a mediados del siglo XX en el que el parque se deterioró. Los terrenos se consideraron inseguros y, por lo tanto, inadecuados para el uso de la población en general. Military Park cayó en mal estado hasta que comenzaron los esfuerzos de conservación en 2003 y se inició la construcción en 2013.

## Distrito histórico
El Distrito Histórico Military Park Commons es un distrito histórico de 4 ha delimitado aproximadamente por Washington Place, McCarter Highway, E. Park Street y Raymond Boulevard. Se agregó al Registro Nacional de Lugares Históricos el 18 de junio de 2004 por su importancia en la arquitectura y la planificación y el desarrollo comunitarios. El distrito incluye 37 edificios contribuidores, 2 sitios contribuidores y 9 objetos contribuidores. Anteriormente se enumeraron ocho recursos individualmente, incluidos Guerras de América de Gutzon Borglum, Griffith Building, Hahne and Company, Symington House y Trinity & St. Philip's Cathedral.

## Características
En la parte suroeste del parque se encuentra el monumento Guerras de América del escultor Gutzon Borglum, que también es el autor del Monte Rushmore.
La escultura en sí forma la base de una gran espada de hormigón construida en el suelo. La espada desde el suelo se parece a una gran fuente seca y desde el aire se distingue fácilmente su forma. La espada tiene unos 73 m de largo desde el extremo de la estatua hasta la punta; la hoja mide más de 3 m de ancho en su base. En 1965 se erigió un busto de John F. Kennedy de Jacques Lipchitz. El parque también tiene una antigua fuente de agua potable con la frase "Mi copa rebosa" tallada alrededor de su base, y estatuas de Frederick Frelinghuysen y Philip Kearny. También hay un carrusel antiguo que se instaló recientemente. Un estacionamiento subterráneo de tres niveles se encuentra debajo del parque. La estación Military Park del Tren Ligero de Newark se encuentra debajo del extremo suroeste del parque en Raymond Boulevard y Park Place.
Ubicado en el medio del parque se encuentra el restaurante informal y el bar al aire libre Burg, que abrió sus puertas en el otoño de 2015. El menú incluye hamburguesas, batidos y ensaladas.

## Parque Doane
Doane Park es un terreno triangular de diez acres al norte de Military Park, donde Broad Street y Park Place se desvían y está separado de Military Park por Rector Street. En 1908 se inauguró una estatua de George Hobart Doane, que da nombre al parque. Doane fue rector de la Procatedral de St. Patrick e hizo mucho por la ciudad, incluido su trabajo con la Comisión de Parques del Condado de Essex.

## Galería

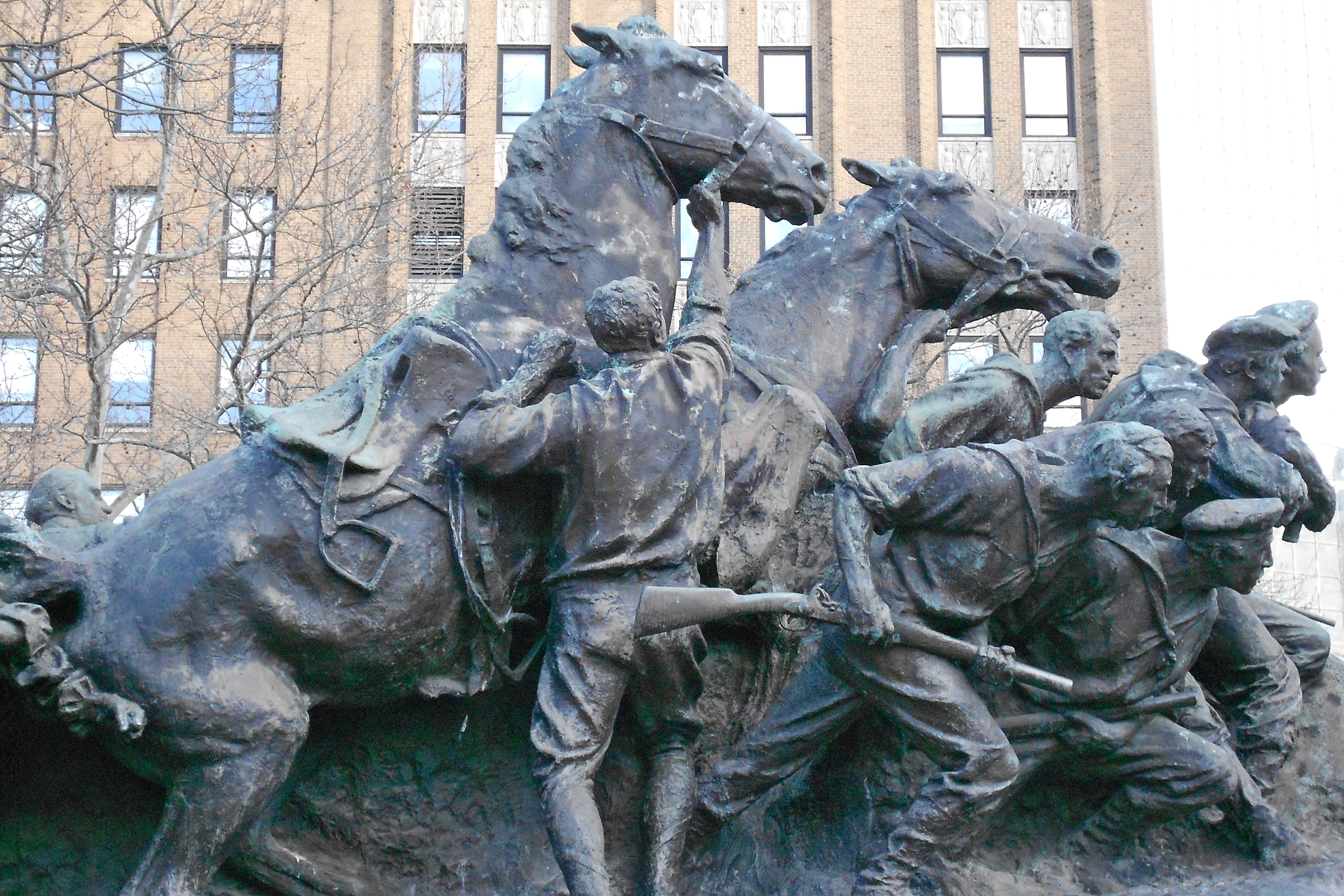
Guerras de América de Gutzon Borglum
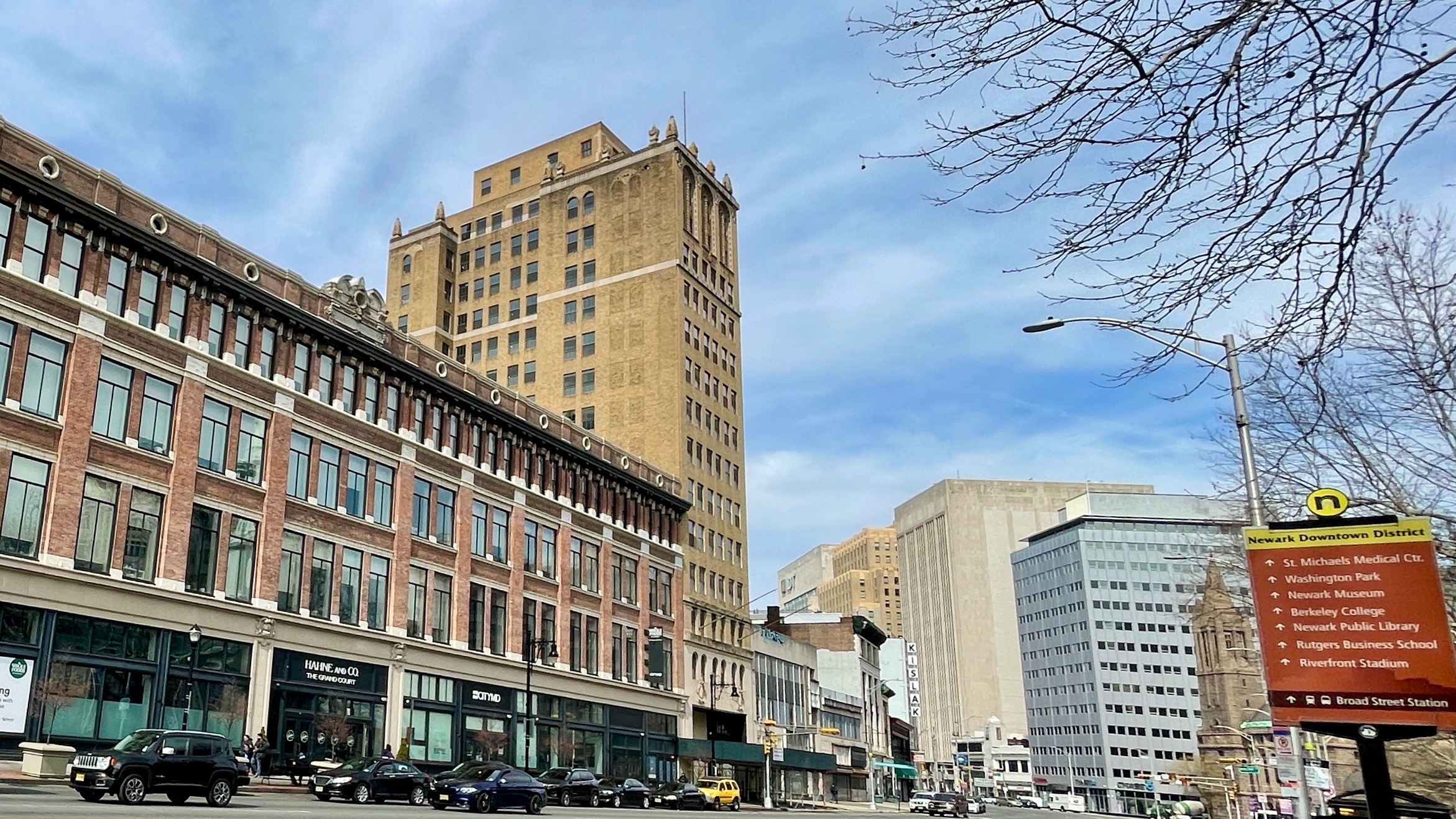
Edificio Hahne and Company y Griffith en Broad Street
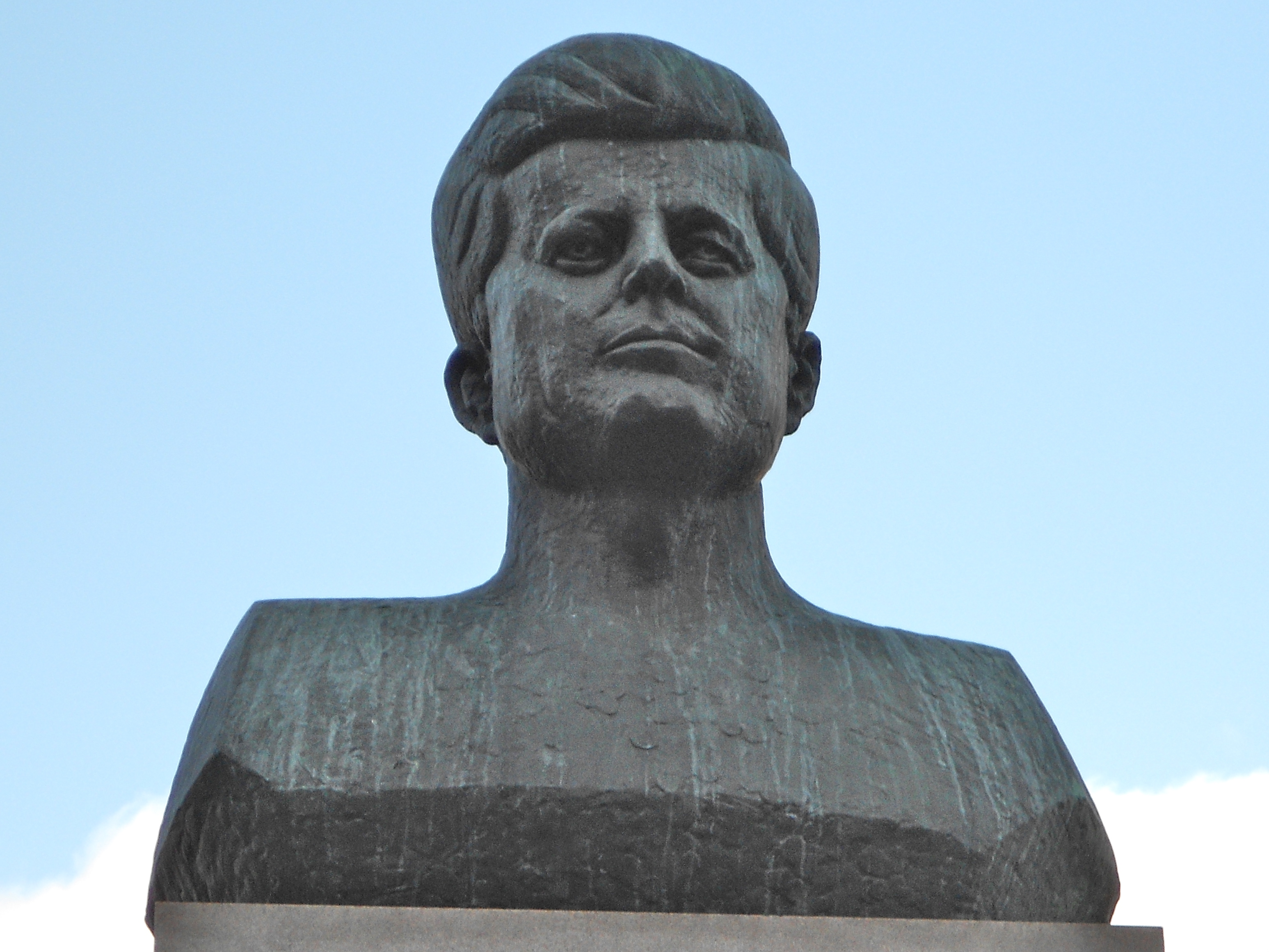
Busto del presidente Kennedy
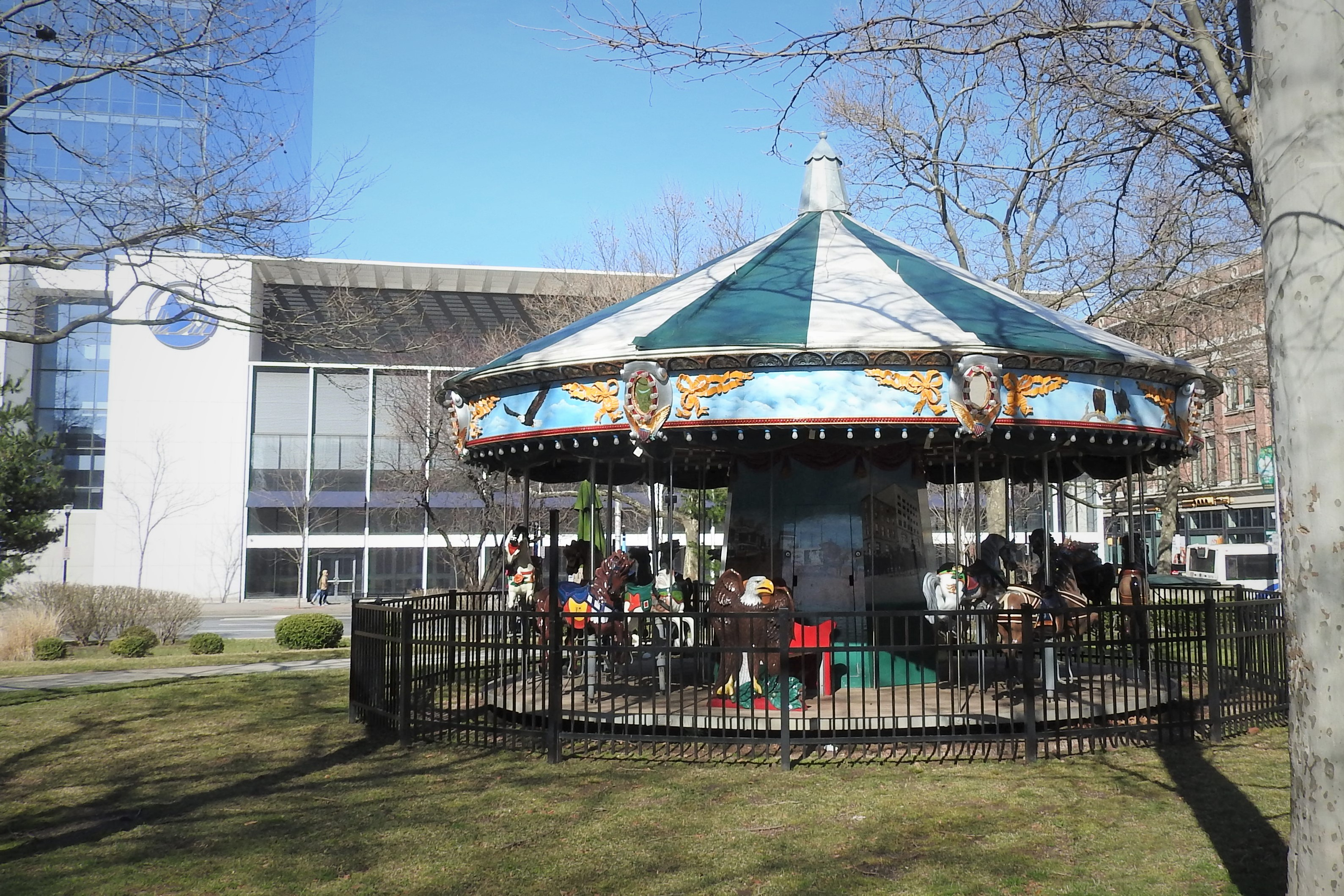
Tiovivo en el parque
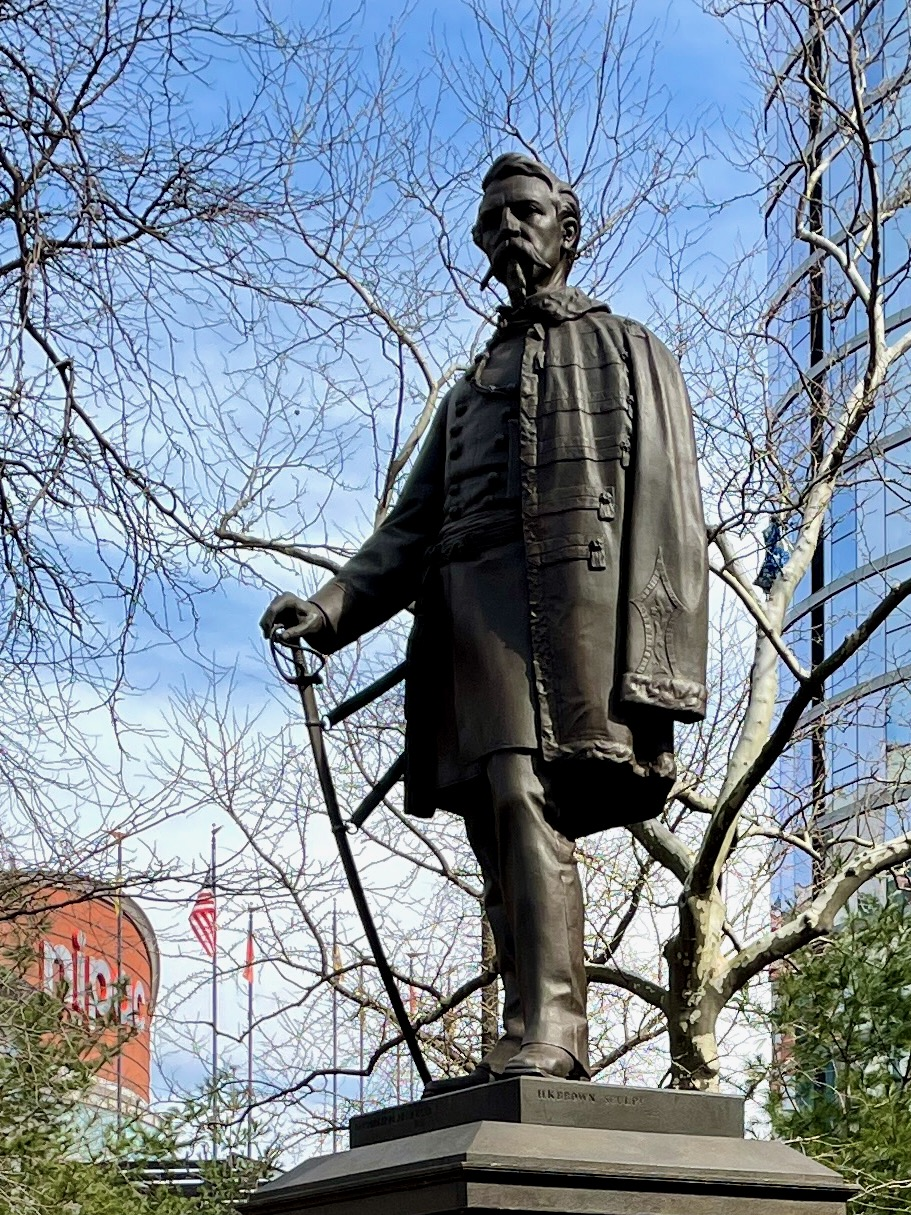
Philip Kearny por Henry Kirke Brown
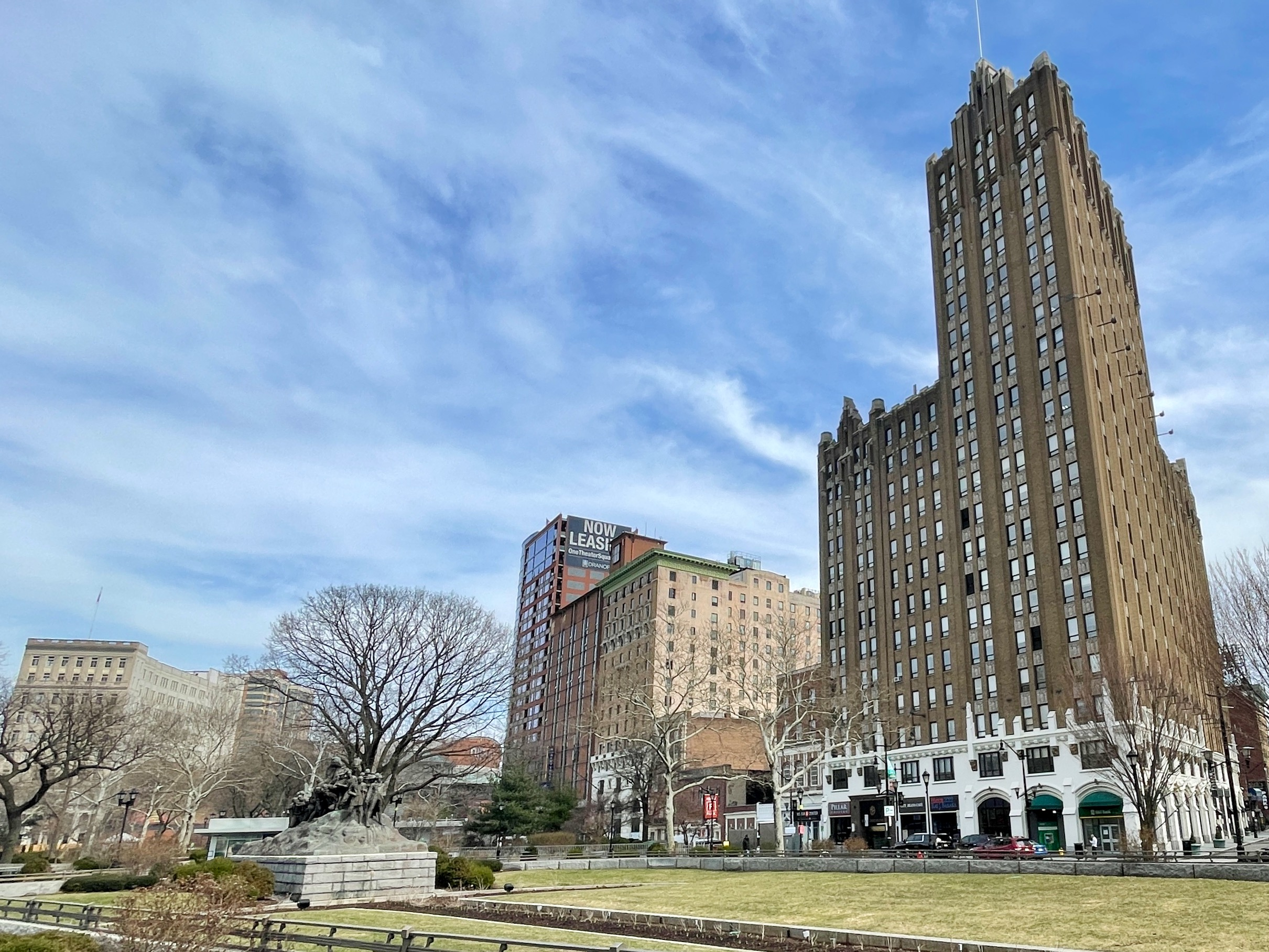
Guerras de América y el Military Park Building